# Azanulbizar
Azanulbizar (elfsky Nanduhirion, obecnou řečí Rmutný dol)  je místo ve fiktivní Středozemi od J.R.R. Tolkiena a je to údolí na východní straně Mlžných hor.

## Geografie Azanulbizaru
Do údolí vedou tři známé cesty.
První možná cesta do údolí je z nížin okolo Anduiny. Tato cesta ale nebyla snadná zejména pro lidi, jelikož nedaleko byl Lothlórien, pro ně neznámá elfská říše, a také od hor hrozilo nebezpečí od skřetů
Druhá cesta do údolí vede skrz trpasličí doly Khazad-dûm, které byly založeny během Prvního věku a byly volně průchozí do roku 1980 Třetího věku, kdy trpaslíci probudili Balroga a Morii obsadili skřeti. Tato cesta až do dob bitvy o prsten byla průchozí s velkým rizikem, které podstoupilo i Společenstvo prstenu. 
Třetí cesta vede přes horský průsmyk Caradhas. Byla náročná přes velké stoupání, proměnlivé počasí a po zradě Sarumana také kvůli němu a jeho schopnostem počasí ovlivnit.
V údolí se nachází jezero, ze kterého vytéká řeka Stříberka. V tomto jezeru dochází k udivujícímu odrazu, jelikož když se do něho za jasného dne kolemdoucí poutník podívá, tak vidí noční oblohu plnou hvězd
Název Rmutný dol a od toho vzniklý název Bitvy v Rmutném dole vznikl po této bitvě, kdy i přes výhru trpaslíci měli nadpoloviční počet padlých a z toho důvodu neoslavovali a byli zamklí (rmoutili se). I skřeti na tuto bitvu vzpomínají neradi a již při vzpomínce se roztřesou.